# Nannonyx spinimanus
Nannonyx spinimanus is een vlokreeftensoort uit de familie van de Lysianassidae. De wetenschappelijke naam van de soort is voor het eerst geldig gepubliceerd in 1895 door Walker.